# 耿马镇
耿马镇（德宏傣语：ᥛᥫᥒᥰ ᥐᥪᥒ，佤语：gaeng mīex:963），1988年至1993年间称耿宣镇，是中华人民共和国云南省临沧市耿马傣族佤族自治县下辖的一个乡镇级行政单位。

## 行政区划
耿马镇下辖以下地区：
甘东社区、白马社区、白塔社区、团结村、新城村、芒蚌村、芒国村、复兴村、允楞村、石灰窑村、南木弄村、允捧村、菜籽地村和弄巴村。